# Yū Funabashi
Yū Funabashi (japanisch 舩橋 佑 Funabashi Yū; * 12. Juli 2002 in der Präfektur Ibaraki) ist ein japanischer Fußballspieler.

## Karriere
Yū Funabashi erlernte das Fußballspielen in der Jugendmannschaft der Kashima Antlers. Hier unterschrieb er im Februar 2021 auch seinen ersten Profivertrag. Der Verein aus Kashima spielte in der höchsten japanischen Liga, der J1 League. Sein Erstligadebüt gab Yū Funabashi am 3. April 2021 im Auswärtsspiel gegen die Urawa Red Diamonds. Hier wurde er in der 77. Minute für den Mannschaftskapitän Kento Misao eingewechselt.